# 3653 Klimishin
3653 Klimishin este un asteroid din centura principală, descoperit pe 25 aprilie 1979 de Nikolai Cernîh.